# Terňa
Terňa – wieś (obec) na Słowacji w powiecie preszowskim.
Wieś ma herb, flagę i pieczęć. W swoim herbie ma postać św. Katarzyny Aleksandryjskiej.
Terňa znajduje się 19 km na północ od powiatowego miasta Preszów, w dolinie potoku Ternianka. W granicach wsi znajdują się trzy jednostki podziału fizycznogeograficznego, to jest: Międzygórza Spisko-Szaryskiego (słow. Spišsko-šarišské medzihorie), Przedgórza Beskidzkiego (słow. Beskydské predhorie) i Pogórza Ondawskiego (słow.  Ondavská vrchovina), a także w bliskiej okolicy Gór Czerchowskich (słow. Čergov). Terňa graniczy ze wsiami: Hradisko, Babin Potok, Hubošovce, Gregorovce, Záhradné i Mošurov. Środek wsi znajduje się na wysokości 380 m n.p.m. W części południowej i południowo-wschodniej znajduje się najniżej położone miejsce w granicach wsi – 320 m n.p.m. (miejsce, gdzie potok Ternianka opuszcza teren wsi), a także i najwyżej położone miejsce – Lysá Stráž – 696 m n.p.m. Zwarty obszar lasu znajduje się tylko w północnej i południowej części.
Pierwsza pisemna wzmianka o miejscowości pochodzi z roku 1259. Słowacka nazwa pochodzi od słowa tŕnie (ciernie). Nazwa Terňa nie ma cech charakterystycznych dla nazw szlacheckich osad i wsi powstałych w XIII wieku. Osada ani nazwa nie powstały więc z inicjatywy Tekulów, szlachty, która była węgierskiego pochodzenia, a których własnością wieś była już w XIII wieku. Prowadzi to do wniosku, że wieś istniała wcześniej, czyli przed XIII wiekiem.